# 安藤咲良
安藤 咲良（あんどう さくら、1997年9月10日 - ）は、日本の女性タレント、YouTuber、フリーアナウンサー、元子役。セント・フォース所属。　

## 略歴
東京都江戸川区出身。血液型A型。5歳から約7年間、子役として活動。ドラマ「アットホーム・ダッド」に当時6歳で出演し、阿部寛、篠原涼子の娘役を務めたことを財産と述べている。子役時代はキャロットに所属していた。
東京都立城東高等学校を卒業し、大学受験のため芸能活動を休止したが、早稲田大学教育学部教育学科入学後スプラウトで復帰。大学卒業後に、スプラウトの親会社であるセント・フォースに転籍している。
芸能界で活動する同名に安藤サクラ、安藤咲桜、あんどうさくらといるがそれぞれ別人。当人は「あんさくちゃん」と呼ばれている。YouTubeの配信では「あんでぃ」と呼ばれることも。
高校時代はチア部に所属し、チアでの応援を特技としている。短距離走も得意。趣味はアニメ・ゲーム・漫画・カードゲーム。

## 出演

### ラジオ
- gee up sprout（2017年 - 、FMサルース）
- ネッツトヨタ湘南 presents SHONAN JOYFUL DRIVE（2019年4月7日 - 2020年4月26日、FMヨコハマ） - リポーター[7]
- オレたちゴチャ・まぜっ!〜集まれヤンヤン〜（2019年7月13日 - 2020年4月18日、MBSラジオ） - ヤンヤンガールズ11期生[8]
- God Bless Saturday（2022年8月6日、8月13日 FMヨコハマ）[9]
- 日立システムズエンジニアリングサービス LANDMARK SPORTS HEROES（2022年 - 2025年3月 FMヨコハマ）

### テレビ
- 知られざるガリバー〜消費者の知らないエクセレントカンパニー〜（2018年4月29日、テレビ東京）
- TOKYO MX NEWS（TOKYO MX）
  - 気象キャスター（2019年8月26日 - 8月30日）[注 1]
  - 「イブニングライブ」、その他中継リポーター（2019年9月6日 - 2020年3月31日）[12]
- news TOKYO FLAG（2020年4月1日 - 9月30日、TOKYO MX） - フィールドキャスター
- 高校野球ダイジェスト（チバテレビ、2020年6月30日 - 7月19日）[13]
- チコちゃんに叱られる！（2024年1月19日、NHK）

#### テレビドラマ
- アットホーム・ダッド（2004年4月13日 - 6月29日、関西テレビ） - 山村理絵 役
- アットホーム・ダッド　スペシャル（2004年9月28日、関西テレビ） - 山村理絵 役
- マザー&ラヴァー（2004年12月、関西テレビ）第12話
- ほんとにあった怖い話「のびる髪」（2005年2月28日、フジテレビ）主演
- こちら本池上署 第5シリーズ 第14話（最終話）「秘密泥棒」（2005年9月12日、TBS） - 永田レイ 役
- 鬼嫁日記（2005年10月、関西テレビ）第1話 - 山村理絵 役
- 浅草ふくまる旅館（2007年1月、TBS）第1話
- ヒミツの花園（2007年、関西テレビ）第6話
- Q.E.D.証明終了（2009年1月8日 - 2009年3月12日、NHK） - 梅宮衿子（少女時代） 役
- 少女たちの日記帳 ヒロシマ 昭和20年4月6日〜8月6日（2009年8月2日、NHK BS-hi） - 藤本佳子 役
- 下剋上球児 （2023年12月3日、TBS）第8話 - アナウンサー役
- テレビ報道記者〜ニュースをつないだ女たち〜 （2024年3月5日、日本テレビ）- アナウンサー役
- アンサンブル 第3話 （2025年2月1日、日本テレビ） - キャスター 役

### 映画
- Dear Friends（2007年）

### ウェブテレビ
- 柴田阿弥の金曜The NIGHT#79（2018年5月26日、AbemaTV）[14]
- 株式会社ニシノコンサル（2018年2月14日 ‐ 5月23日、AbemaTV）

### ストリーミングサービス
- 猫舌SHOWROOM 土曜日 一旦、やまだ商店（SHOWROOM）

## 現在出演中

### ラジオ
- THE TRAD（2025年8月現在、エフエム東京）- 首都高 presents おでかけTRAD（月）
- エンタメPalette!!（2025年4月6日 - 、日曜 5:00〜5:55、出演者：Nakamu・安藤咲良、エフエム東京）[15]

### ウェブテレビ
- AbemaNews（2025年8月現在 主に月曜午前、木曜深夜など、ABEMA）
- WINTICKETミッドナイト競輪（MC、2025年8月現在、不定期、ABEMA）